# Massacre de Donzy

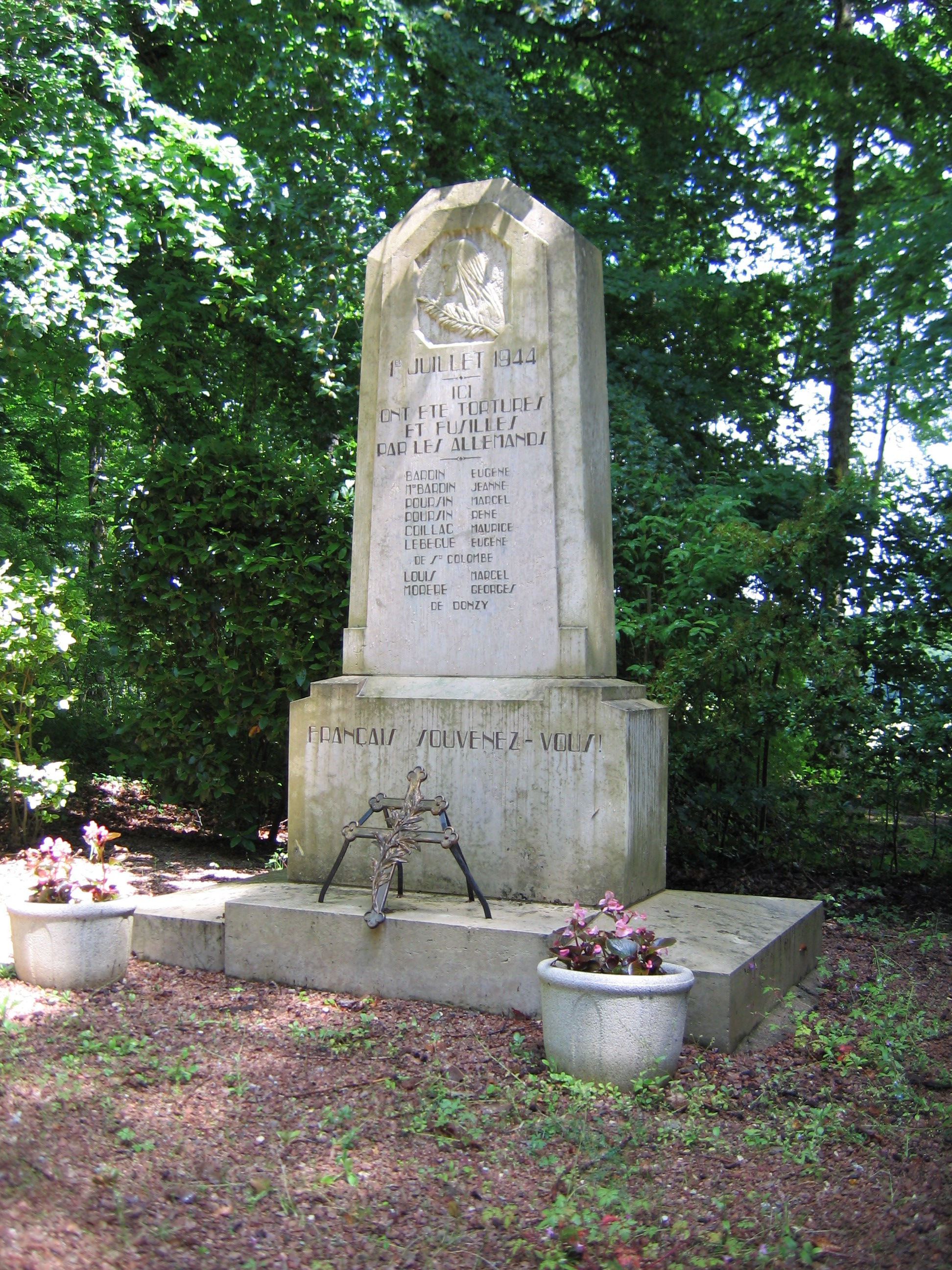
Monument commémoratif du massacre du 1 juillet 1944 au lieu-dit l'Épine sur la commune de Sainte-Colombe-des-Bois

À Donzy et à Sainte-Colombe-des-Bois, localités situées à l'est de la commune de Cosne-Cours-sur-Loire, les nazis massacrèrent en 1944 à titre de représailles des ouvriers[Combien ?] qui se rendaient à leur travail.

## Les prémices
Quelques jours après l'opération de Thauvenay, le 1er juillet 1944 vers 4h30 du matin, une troupe allemande estimée à environ 1 000 hommes, dont la feldkommandantur et la feldgendarmerie, était installée dans l'ancienne commune de Cosne-sur-Loire sous les ordres de l'officier Eberlé, gardait jusqu'au soir les routes de Donzy, Châteauneuf-Val-de-Bargis, Cessy-les-Bois, Suilly-la-Tour et encerclait Sainte-Colombe dont les bois « des Fours », proche du hameau de Couthion, étaient occupés depuis quelques jours par les résistants.

## Les représailles
Dès leur arrivée, les Allemands, dont un de leurs motocyclistes en reconnaissance avait été tué le matin même par une sentinelle FFI sur la route de Couthion, emmenaient sept habitants de Sainte-Colombe-des-Bois, dont un réfugié. Peu de temps après la mort du motocycliste, par crainte de représailles, les habitants de Couthion s'étaient enfuis dans les bois où les Allemands n'osèrent s'aventurer. Le hameau composé de deux ou trois maisons, fut incendié dans l'après-midi. La petite fille d'un des deux hommes ayant pris la décision de se réfugier dans les bois, âgée alors de 6 ans, pleurait car sa poupée était restée dans la maison incendiée. Le père de la jeune fille refusa une médaille pour son geste qui sauva le village.
La ferme de la Galonnerie avait été incendiée dans la matinée, l'ennemi ayant prétexté y avoir trouvé des lambeaux de parachute. L'agriculteur, dont les deux fils âgés de 14 et 16 ans s'étaient enfuis dans les bois, fut ligoté et emmené ; sa femme, grièvement blessée alors que prise de frayeur elle s'enfuyait, mourut le lendemain à l'hôpital de Cosne-sur-Loire (l'autopsie révéla trente-deux éclats dans l'abdomen). Les hommes arrêtés, y compris plusieurs habitants de Donzy, furent enfermés dans une grange au hameau de Villarnault (commune de Sainte-Colombe-des-Bois) ; tous furent interrogés et battus à coups de crosse.
Vers 10 heures, les prisonniers de Sainte-Colombe-des-Bois, sauf trois, étaient transportés en camions dans la direction de Châteauneuf-Val-de-Bargis ; ceux de Donzy l'étaient vers midi. Ce n'est que vers 16 heures que les Allemands faisaient monter les trois derniers prisonniers de Sainte-Colombe-des-Bois sur un tank et les relâchaient peu après.

## Le bilan

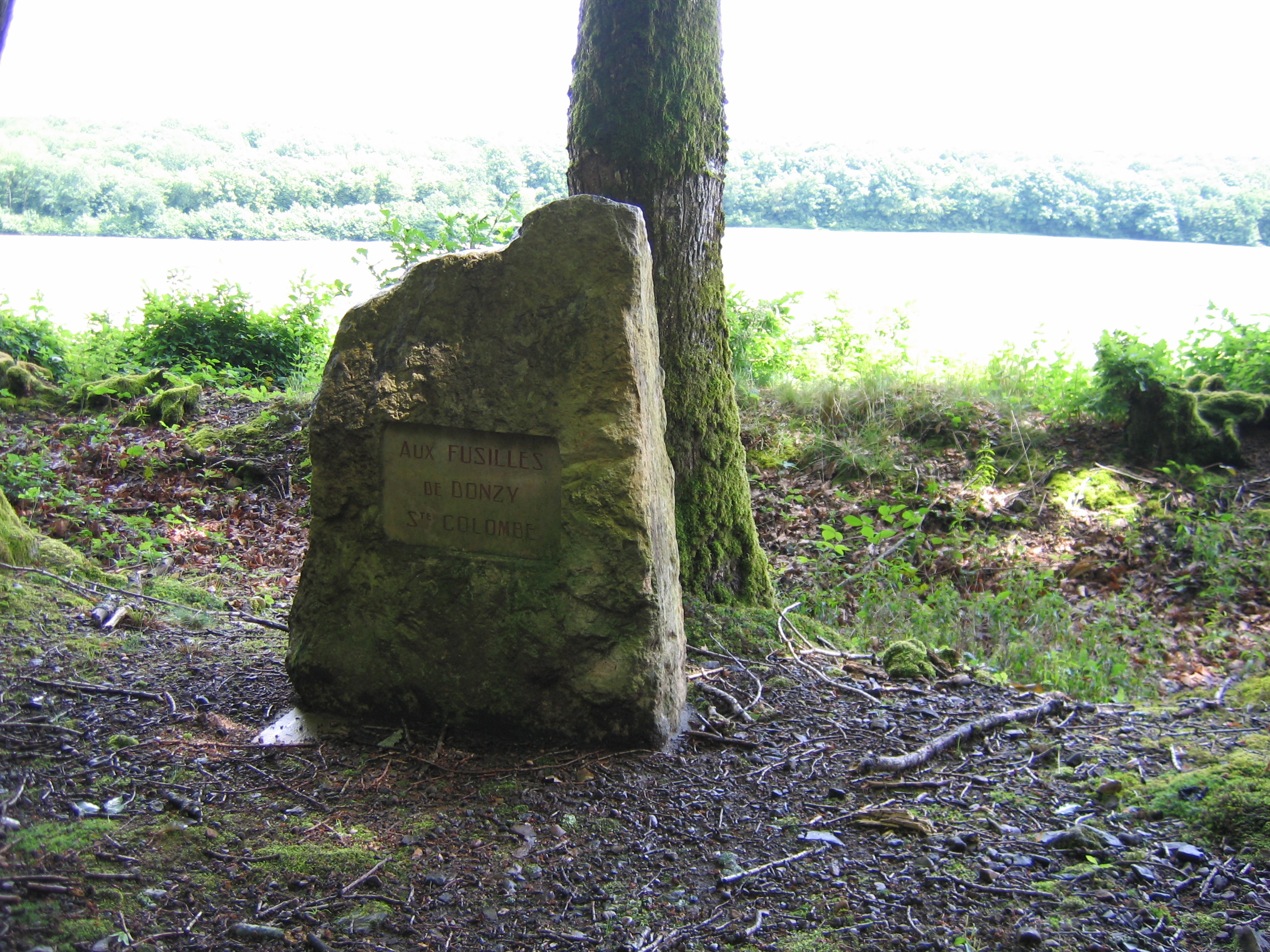
Stèle sur le lieu où furent retrouvés les corps au lieu-dit l'Épine à Sainte-Colombe-des-Bois

Contrairement à ce que supposaient les habitants de Donzy et de Sainte-Colombe-des-Bois, les Allemands n'emmenèrent pas leurs prisonniers à Cosne-sur-Loire ou à Nevers. Ce n'est qu'une semaine plus tard, les 7 et 8 juillet 1944, que les cadavres dispersés furent retrouvés à plusieurs kilomètres de Sainte-Colombe-des-Bois : ceux des habitants de Donzy dans le bois « des Fours » à Asvins, celui d'un autre prisonnier dans un champ de Villarnault, ceux de Sainte-Colombe-des-Bois au lieu-dit « l'Épine » à quelques mètres de la route qui joint Sainte-Colombe-des-Bois à Donzy.
Tous avaient été torturés, la plupart les membres brisés, la mâchoire fracassée et avaient été achevés d'une balle dans la nuque.